# Seddera rhodantha
Seddera rhodantha är en vindeväxtart som beskrevs av Robert Reid Mill. Seddera rhodantha ingår i släktet Seddera och familjen vindeväxter. Inga underarter finns listade i Catalogue of Life.